# Peintres nés dans les Marches
Cette page établit une liste  non exhaustive d'artistes peintres originaires de la région des Marches italiennes, classés par siècle, du XIVe au XIXe siècle.

## XIVesiècle
- Maître de Tolentino, auteur vers 1320-1325 du cycle de fresques de la basilique San Nicola à Tolentino.
- Allegretto Nuzi (Fabriano, vers 1315 - 1373), peintre italien du gothique international flamboyant, actif dans sa ville natale et à Macerata.
- Olivuccio di Ciccarello (Camerino, vers 1360-1365 - Ancône, 1439), peintre italien du gothique tardif, actif dans la région des Marches entre la fin du trecento et le début du quattrocento.
- Gentile da Fabriano (Fabriano, vers 1370 - Rome, 1427), peintre italien célèbre pour sa contribution au style gothique international.
- Les frères Jacopo (vers 1370-1380 -apres 1426) et Lorenzo Salimbeni (1374 - vers 1416-1420), peintres gothiques du Quattrocento.
- Arcangelo di Cola (documenté entre 1416 et 1429), peintre italien du gothique flamboyant de l'école de Camerino, actif à Camerino, Florence et Rome.
- Girolamo di Giovanni, documenté de 1449 à 1473, peintre de l'école de Camerino.

## XVesiècle
- Giovanni Angelo d'Antonio (Bolognola 1415/1420 - 1478/1481), peintre gothique appartenant à l'école de Camerino.
- Fra Carnevale (Urbino 1420 - 1484), peintre, architecte et ingénieur à la cour de Frédéric III de Montefeltro à Urbino.
- Antonio da Fabriano (Fabriano vers 1420 - vers 1490), peintre d'influence flamande.
- Giovanni Boccati (Camerino 1420 - après 1480), peintre gothique actif en Ombrie.
- Giovanni Santi (Colbordolo 1435 - Urbino 1494), peintre à la cour d'Urbino, père de Raphaël, auteur d'une chronique sur les peintres de son temps.
- Luca di Paolo da Matelica (né à Matelica entre 1435 et 1441 et mort dans la même ville en 1491), actif dans sa ville natale.
- Nicola di Maestro Antonio d'Ancona, peintre originaire d’Ancône, où il est actif de 1472 environ à 1510.
- Donato Bramante (Fermignano 1444 - Rome 1514),  polymathe majeur (architecte, peintre, musicien) de la Renaissance.
- Lorenzo d'Alessandro dit il Severinate (San Severino vers 1445 - 1501), peintre du gothique international.
- Ludovico Urbani (San Severino 1460 -1493), peintre inspiré par Carlo Crivelli.
- Evangelista da Pian di Meleto (Piandimeleto vers 1460 - Urbino 1549), élève de Giovanni Santi et assistant de Raphaël pour le Retable Baronci.
- Timoteo della Vite (Urbino 1469 - 1523), peintre de l'école ombrienne.
- Pietro Paolo Agabito (Sassoferrato vers 1470 - Cupramontana vers 1540), peintre et sculpteur sur bois, actif de 1511 à 1531.
- Girolamo Genga (Urbino vers 1476 - Colbordolo 1551), peintre et architecte de style maniériste.
- Ottaviano Prassede (actif à la fin du XVe siècle), collaborateur d'Evangelista da Pian di Meleto.
- Raffaello Sanzio dit Raphaël (Urbino 1483 - 1520), l’un des génies de la Renaissance.
- Vincenzo Pagani (Monterubbiano 1490 - ? 1568), peintre, fils du peintre Giovanni Pagani et père du peintre Lattanzio Pagani.
- Pompeo Morganti dit aussi Pompeo da Fano (Fano 1494 - 1568).

## XVIesiècle
- Giovanni Andrea de Magistris (Caldarola 1510 - après 1573), peintre de l'école de Caldarola.
- Taddeo Zuccari (1529  Sant'Angelo in Vado / 1566 Rome). peintre de la Renaissance tardive, frère aîné de Federico Zuccari.
- Giovanni Battista Lombardelli, (Montenovo entre 1532 et 1540 - Pérouse 1592) a peint quelques fresques au Vatican.
- Federico Barocci (Le Baroche), peintre du maniérisme et de la contre-réforme (Urbino 1535 - Urbino 1612) initiateur du mouvement Baroque.
- Simone De Magistris (Caldarola, env. 1538 – 1611) est un sculpteur et peintre italien cité dans le livre des dépenses de Lorenzo Lotto.
- Federico Zuccari (1542 Sant'Angelo in Vado / 1609 Ancône) est un peintre et architecte considéré comme l'un des maîtres du maniérisme romain
- Filippo Bellini (Urbino1555 / Macerata 1604) ayant réalisé un portrait notable de Sixte V
- Andrea Lilio (Fano 1555/1570 - Ascoli Piceno, après 1639) est le dernier représentant important du maniérisme de la Rome baroque.
- Giovanni Giacomo Pandolfi (1567 Pesaro / 1636 Pesaro) est un peintre maniériste.
- Domenico Malpiedi (San Ginesio 1570 / après 1615) est un peintre maniériste élève du Baroche.
- Giovanni Francesco Guerrieri (Fossombrone 1589 / Pesaro 1657) est un peintre caravagesque.
- Giovanni Anastasi (Senigallia 1653 / Macerata 1704) peintre dont l'activité a été féconde entre les vallées des fleuves Misa et Cesano.

## XVIIesiècle
- Giovanni Battista Salvi dit Il Sassoferrato (Sassoferrato 1609 - Rome 1685), peintre baroque connu pour ses sujets religieux.
- Simone Cantarini, dit Il Pesarese (Pesaro 1612 - Vérone 1648), peintre baroque de l'école de peinture de Bologne, mort à 36 ans.
- Carlo Maratta (Camerano 1625 - Rome 1713), actif à Rome, dont l’atelier a formé et accueilli près d'une cinquantaine de peintres.
- Giovanni Peruzzini dit Il Anconetano (Urbania 1629 – Milan 1694), peintre baroque.
- Giuseppe Ghezzi (Comunanza 1634 - Rome 1721), fils de Sebastiano Ghezzi, peintre baroque actif à Rome.
- Niccolò Berrettoni (Macerata Feltria 1637 - Rome 1682), peintre de la période baroque du xviie siècle

## XVIIIesiècle
- Sebastiano Ceccarini (Fano, 1703-1783), peintre baroque.
- Carlo Magini (Fano,1720-1806), peintre de nature morte dans un style rappelant les bodegones espagnols.

## XIXesiècle
- Francesco Podesti (Ancône 1800 -Rome 1895), peintre considéré à la fois comme néoclassique et de la mouvance du Romantisme historique.
- Biagio Biagetti (Porto Recanati 1877 - Macerata 1948), peintre de sujets religieux et restaurateur d'art.
- Anselmo Bucci (Fossombrone 1887 - Monza 1955), peintre, graveur et écrivain à l'origine du mouvement Novecento à Milan.